# Der König aller Krankheiten: Krebs – eine Biografie
Der König aller Krankheiten: Krebs – eine Biografie (englischer Originaltitel: The Emperor of All Maladies: A Biography of Cancer) ist ein Sachbuch des US-amerikanischen Onkologen Siddhartha Mukherjee. Nach der Veröffentlichung am 16. November 2010 durch den Verlag Scribner erhielt das Buch hervorragende Kritiken und zahlreiche Preise, unter anderem den Pulitzer-Preis für das beste Sachbuch 2011.

## Inhalt
Das Buch beschreibt die 5000-jährige Geschichte des Krebses und der Krebsbekämpfung anhand geschichtlicher Aspekte, wie etwa den ersten Berichten über die Krankheit und frühe operative Methoden zur Heilung, aufbereitet durch aktuellere Einzelschicksale und persönliche Erfahrungen des Autors.

## Rezeption
„Ein New Yorker Arzt hat eine grandiose Kulturgeschichte des Krebses geschrieben und dafür den Pulitzer-Preis bekommen. Er beschreibt den Tumor als nahen, aber bösen Verwandten des Menschen.[…] Das Schreckliche, Viele, Disparate – Mukherjee bewältigt es mühelos.[…]“

„Ärzte, denen es gelingt, die Geschichte ihrer Fachdisziplin mit großer Empathie für Patienten wie für Forscher aufzurollen, die mit Sinn für das Detail und das große Ganze schreiben und die dabei, was Theorie und Praxis angeht, aus dem Vollen schöpfen können, die gibt es nicht oft. Siddhartha Mukherjee ist solch ein Arzt. Dem Spezialisten für Krebserkrankungen ist es geglückt, nicht nur auf neue Art eine Geschichte der Krebsforschung zu schreiben, sondern vielmehr eine Geschichte der Beschäftigung mit dem Krebs. Weder Laien noch Fachleute werden dieses soeben auf Deutsch erschienene Buch ohne Gewinn aus der Hand legen, und nur der Ernst des Themas verbietet es, die Lektüre kurzweilig zu nennen.“

## Ehrungen
- Wissensbuch des Jahres (2012)
- Pulitzer-Preis für Sachbücher (2011)
- PEN/E. O. Wilson Literary Science Writing Award (2011)
- Guardian First Book Award (2011)
- Time Magazine’s Best Books of the Year (2010)[4]
- New York Times Best Books of the Year (2010)[5]

## Ausgaben
- Siddhartha Mukherjee: The Emperor of All Maladies: A Biography of Cancer. Scribner, New York 2010, ISBN 978-1-4391-0795-9.
- Siddhartha Mukherjee: Der König aller Krankheiten: Krebs – eine Biografie. Aus dem Englischen von Barbara Schaden. Mit einem Vorwort von Fritz Pleitgen. DuMont, Köln 2012, ISBN 978-3-8321-9644-8.
- Siddhartha Mukherjee: Der König aller Krankheiten: Krebs – eine Biografie. Aus dem Englischen von Barbara Schaden. Taschenbuchausgabe: Ullstein, Berlin 2022, ISBN 978-3-548-06554-0.